# 3079 Schiller
3079 Schiller è un asteroide della fascia principale. Scoperto nel 1960, presenta un'orbita caratterizzata da un semiasse maggiore pari a 2,6886325 UA e da un'eccentricità di 0,2159297, inclinata di 3,91425° rispetto all'eclittica.